# Procambarus kensleyi
Procambarus kensleyi är en kräftdjursart som beskrevs av Hobbs, Jr. 1990. Procambarus kensleyi ingår i släktet Procambarus och familjen Cambaridae. IUCN kategoriserar arten globalt som livskraftig. Inga underarter finns listade i Catalogue of Life.